# Catherine Asaro
Catherine Asaro, född 6 november 1955 i Oakland i Kalifornien, är en amerikansk science fiction-författare.
Hon är mest känd för sina böcker om Rubydynastin.
Hon vann Nebulapriset 2001 med The Quantum Rose. Hon har även blivit nominerad till både nebulapriset och hugopriset flera gånger.